# Fairfield Beach
Fairfield Beach – jednostka osadnicza w Stanach Zjednoczonych, w stanie Ohio, w hrabstwie Fairfield.